# Piz Fess
Der Piz Fess ist der höchste Gipfel der Signina-Gruppe in den Adula-Alpen in der Schweiz und steht am südlichen Ende einer Hochebene, des Schneebodens. Östlich wird diese begrenzt durch das Oberhorn (2796 m) und nördlich durch den Piz Riein (2752 m). Am Piz Fess fallen Wände steil ins Safiental ab, steile Schutthalden in Richtung Riein.
Der Piz Fess fällt durch die tiefe und markante Spalte zwischen Hauptgipfel ("Bös Fess") und Nordostgipfel ("Chli Fess") auf. Der unzugängliche Hauptgipfel trug zeitweise ein Gipfelkreuz, das jedoch (Stand Oktober 2023) nicht mehr vorhanden ist. Im weiteren Verlauf des Grats nach Süden folgt der für die Gruppe namensgebende Piz Signina, welcher jedoch rund dreissig Meter niedriger ist als der Piz Fess.
Der Name leitet sich ab vom Rätoromanischen fess (gespalten), das sich wiederum auf das lateinische Partizip fissus von findere (spalten) bezieht.

## Zugang
Der Piz Fess wird von Tenna aus über die Tällihütte (2186 m) erreicht. Nah vor der Hütte kann der Wanderer Frischwasser zapfen. Von da weiter Südwest in Richtung Schafälpli und hinauf auf den Schneeboden. Dort besteht die Möglichkeit für kurze Anstiege aufs Oberhorn (2796 Meter), den Piz Riein und auf den Chli Fess, alles auf einem deutlichen Weg. Aufmerksame Beobachter können schon mal überraschend auf ein Schneehuhnpärchen treffen.
Beim Rückweg lohnt sich der Gang abwärts entlang der Bergkante mit Tiefblicken hinunter ins Safiental in Richtung Neukirch und ggü. liegend auf die Alp Bischola auf dem Heinzenberg.